# Harkapur
Harkapur (en népalais : हर्कपुर) est un comité de développement villageois situé dans le district d'Okhaldhunga, au Népal. En 2011, il comptait 2 578 habitants.